# Lamella (oppervlakte-anatomie)

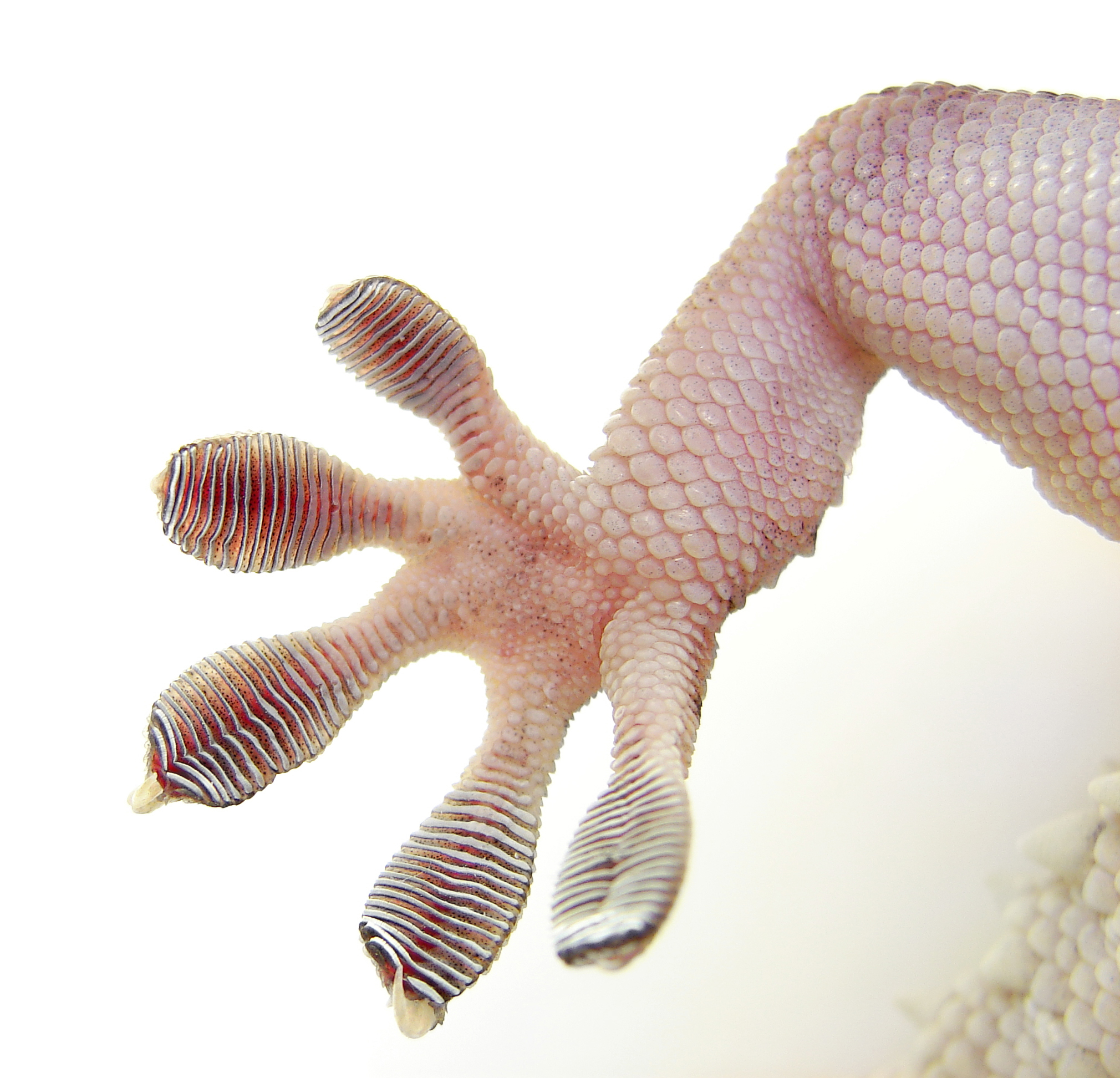
De onderkant van de poot van een gekko bevat hechtlamellen

Een lamella (meervoud lamellae; ook lamellen genoemd) is een Latijnse term die in de oppervlakte-anatomie verwijst naar een dunne plaatachtige structuur, bestaande uit vele zeer dicht bij elkaar liggende lamellae met open ruimte ertussen. Het betreft geribbelde of gevouwen weefsels die voorkomen in ademhalingsorganen en bij sommige dieren ook andere biologische rollen aannemen, zoals het mogelijk maken van filtervoeden of het vergroten van het contactoppervlak van de poten.
Voorbeelden van lamellen zijn onder meer te vinden in de kieuwen van vissen en in de boeklongen van spinnen, die bestaan uit gevouwen weefselplooien met zuurstofopnemende cellen. Sommige groepen van hagedissen bezitten hechtlamellen, dit zijn langwerpige gleufjes die zeer kleine haartjes bevatten zodat het contactoppervlak wordt vergroot. Zo kunnen de dieren over de gladste oppervlakken lopen, zoals ondersteboven tegen glas. Voorbeelden zijn gekko's en anolissen.
Ook de plaatjes met sporen onder de hoed van een paddenstoel worden lamellen genoemd. 